# 桃太郎電鉄16 北海道大移動の巻!
桃太郎電鉄16 北海道大移動の巻!（ももたろうでんてつじゅうろく ほっかいどうだいいどうのまき!）は、ハドソンが発売したゲーム。桃太郎電鉄シリーズ第16作。PS2では最後の、それ以外のハードでは初の桃太郎電鉄シリーズである。

## 概要
本作では、サブタイトルにもある「北海道大移動」という大型イベントが搭載されており、ある条件を満たすとゲーム中に北海道が四国沖に移動するイベントが発生する（詳細は、前作からの変更点を参照）。また、ゲーム開始時のオープニング映像として、青森県五所川原市で行われる「五所川原立佞武多」にて「桃太郎電鉄 立佞武多」が登場する様子が収録されている。その関係で、本作のマップの青森県内に「五所川原」など3つの物件駅が追加されている。
PS2版の発売後にWii版・Xbox 360版が発売されたことにより、『スーパー桃太郎電鉄II』以来から約12年振りに、桃太郎電鉄の1作品が3機種で発売された。また、廉価版として2009年2月5日にPlayStation 2版（PlayStation 2 the Best）が、2010年4月22日にWii版（みんなのおすすめセレクション）が発売された。任天堂の家庭用据置機向けとしては『12』以来であり、マイクロソフトの家庭用ゲーム機向けとしてはシリーズ初である。
なお、Wii版・Xbox 360版では、PS2版からゲーム内容に一部変更や追加点がある。詳細は以下の通り。
Wii版
10年のプレイ年数で総資産の最高記録を目指す「桃鉄10年トライアル！」モードを追加。このモードで出した総資産の記録はニンテンドーWi-Fiコネクションを通じてサーバに登録ができ、他のプレイヤーと全国順位を競うことが可能。なお、Wi-Fiを利用したオンライン対戦はできない。また、グラフィックが新規に書き起こされ、PS2版に比べ解像度が向上している。使用できるコントローラーはWiiリモコン（縦持ち）のみで、手番が開始する時にはWiiリモコンのスピーカーから汽笛の音が鳴る。
Xbox 360版
PS2版をベースに、前作『桃太郎電鉄15 五大ボンビー登場!の巻』からのイベントの追加等のアレンジがされ、『桃太郎電鉄16 GOLD』のタイトル名で発売された。なお、Wii版と同様にこちらはXbox Liveを利用した「桃鉄10年トライアル！」モードが搭載されているが、やはりオンライン対戦は実装されていない。また、イベントの発生年数やスリの銀次の変装パターンなどもPS2版とWii版とは異なっている。シリーズ初のHD解像度（720pハイビジョン画質）対応となった。

## ゲームモード
いつもの桃鉄
設定した年数だけプレイし総資産を競うモード。年数は1-100年の中から設定可能。
桃鉄3年決戦！
3年間プレイし総資産を競うモード。はじめから1億円と急行周遊カードを持ってゲーム開始となり、プラス駅・マイナス駅・目的地到着金の設定などのゲームバランスが「いつもの桃鉄」と異なっている。
貧乏神がいない！
誰かが目的地に到着しても「貧乏神」が出現しないモード。その他の基本ルールは「いつもの桃鉄」と同様。年数は10年で固定。
桃鉄10年トライアル！（Wii版・Xbox 360版のみ）
10年間プレイし、総資産の全国ランキングに挑戦するモード。

## 前作からの変更点
- 「いつもの桃鉄」のプレイ年数の最大は前作までは99年だったが、本作以降（『DS』『20周年』『WORLD』を除く）では100年に設定することができるようになった（プレイ年数の設定画面で「00」と入力すると100年プレイとなる）。
- カードの「進行系」の分類が「急行系」に改められ、急行・特急・新幹線・のぞみ・リニア・急行周遊・特急周遊・新幹線周遊・のぞみ周遊カード以外のカードは全て「便利系」に分類されるようになった。
- カード使用時のジングルが「カードを放て!」（池毅作曲）に変更された。
- プレイ時間をより短縮するため、一部の演出が簡略化された。主なものは以下の通り。
  - CPUの番のみ、一部のメッセージが簡略化される（貧乏神のイベントやカード売り場駅のカード売買など）。
  - 50年目以降から、目的地到着時のデモやCPUの番のみ貧乏神のモーフィング（変身）シーンが短縮される。
- 本作より、「桃鉄3年決戦!」で初めから急行周遊カードを持った状態でのスタートとなった。
- Wii版とXbox 360版に「桃鉄10年トライアル!」が搭載され、家庭用シリーズ初のインターネット対応タイトルとなったが、オンライン対戦には非対応（オンライン対戦に対応したのは家庭用全体では『20周年』が、据置機に限定すると『2010』が初）。
- CPUキャラクターに「むじゃ鬼」が初登場し、「赤鬼」は削除された。また、「さくま」は前作と違い最初から対戦相手として選択が可能。
- 本作のゲストボンビーとして「ハピネスボンビー」「ゾンビボンビー」「イレーザーボンビー」の3体の新キャラクターが登場。
- キングボンビーの悪行で使用されるサイコロの色が変更（黒地に白色の目で、1の出目のみ赤色のサイコロ）。
  - また、キングボンビーの台詞も修正され、「お金」から「カネ」に変更された。
- 8種類の名産怪獣が新登場。『15』に登場した名産怪獣も数種類登場し、『G』にゲストボンビーとして登場した「ピヨピー」が名産怪獣として再登場する。
  - 「パールくん」の真珠を拾うイベントでは、本作から「真珠カード」が削除され、マップ上の真珠を手に入れた時点で換金されるようになる。
- 本作より、最大限まで増資して独占された物件駅の看板の色が変更された。
- 種類変更を含め、40駅以上の新駅が登場。また『X（九州）』にのみ登場していた薩南諸島が、全国編のマップに初登場。
- 九州・沖縄周辺のフェリーの航路が大きく変更され、新たに宮崎港が登場。沖縄本島への航路は西側から上陸するようになった。
- 「幸福な王子カード」「規模縮小カード」「減反政策カード」はカードとしては廃止され、マスにとまるとランダムで発生するイベントになり、「千両箱カード」「エンジェルカード」「デビルカード」以外で入手直後に効果が発動するカードはなくなった。
- 「渡りに船カード」が航路でも使用できるようになった。
- 「エアポートカード」の行き先が選べるようになった。
- カードの売り場価格が改められた。「急行カード」は2000万円から4000万円に、「新幹線カード」は5000万円から7000万円に、「のぞみカード」は1億円から2億円に変更された。
- 本作より、スリの銀次の変装のレパートリーが非常に増え、年数が進むごとにパターンが変わる。
- 目的地の候補地パネルの内容は前作までは8年周期で変更されていたが、本作では4年周期で変更される。ただし1年目〜3年目は3年、95年目〜100年目は5年間である。
- 「いつもの桃鉄」では、一定の年数が経過するごとに以下の特殊なイベントが発生する。
  - 前作の成田-千歳に加え、関西-那覇を結ぶ航空路が追加される。
  - 長岡、上越、糸魚川、八尾、高岡の物件駅が途中で追加される。
  - 50年目以降、物件駅のコマンドに「100倍!」が追加され、物件価格の100倍の金額を払う事で他のプレイヤーの物件を乗っ取れるようになる。また、鉄道省駅では「10倍!」コマンドが増え、他のプレイヤーが持つ鉄道路線を10倍の金額を払うことで乗っ取る事ができる。
  - 60年目以降、カード売り場駅のコマンドに「MY☆売り場」（マイうりば）が追加される。売り場ごとに指定された金額を払うとその売り場を購入でき、購入した売り場は全国どこにいても、いつでもそのカード売り場に移動しカードを売買できるようになる。『15』に引き続き登場する「特別カード売り場」も購入できるが、月面のカード売り場「静かの海」は購入できない。また、CPUはこのコマンドを使用しない。
  - 70年目に名古屋近くと甲府近くを結ぶ「みらい超特急」というリニアモーターカーの路線建設の計画が浮上する。80年目の開通までの一定期間、1口1000億円で3兆円まで投資でき、開通後は1口につき1%の収益を決算時に得られる。投資した金額は「本社ビル」と同様に持ち金がマイナスになっても手放さずに済む資産となり、一般の鉄道路線とは異なり他人に乗っ取られない。なお、プレイヤー全員の投資額が総工費に満たなかった場合は、差額を政府が出資する。『GOLD』では路線のルートが大幅に変更されており、札幌近くから博多近くを結ぶ路線になっている。『GOLD』以降のみらい超特急が登場する作品でも同様のルートとなっている。
  - 『GOLD』に限り、『15』で登場した巨大隕石落下イベントの「日本列島大爆発」が追加されている。
- 『GOLD』に限りハイデフィニション（HD）解像度（720pハイビジョン画質）に対応しており、シリーズ初のHD解像度対応、土居孝幸が全てのキャラクターデザインを手掛けたシリーズ作品で唯一のHD解像度対応となった。
  - HD解像度に対応したため、月初めのカレンダーイラストなどのグラフィックが『土居孝幸アートワークス DOIN'S』に掲載されている土居の原画に近くなった。
- 『X（九州編）』および携帯版『JAPAN』に登場した「ぶっとび駅」が全国編で初登場。止まると「ぶっとびカード」と同様に、どこかの物件駅に飛ぶことができる。
- 携帯アプリ版シリーズで登場していた「ぴったりカード」や「となりの芝生カード」が、今作から家庭用ゲーム機版シリーズにも登場。
- 「リニアカード」は「30マス進む」効果から「サイコロを8個振って、出た目の合計移動できる」効果に変更された。31マス以上進めるのは、今作がシリーズ初。
- コマンドに「お楽しみ」が追加された。今作より、指定された駅に止まりスタンプをそろえると賞金がもらえる「ラリーカード」（本作は「古戦場ラリーカード」）「ビンゴカード」は、入手するとこのコマンドに保管されるようになり、貧乏神の悪行等でこれらのカードを失うことはなくなった。また、本作ではカードの収集状況を確認できる「カード制覇」などの制覇系イベントの状況を見たり、購入した「MY☆売り場」へ行く場合にも、このコマンドを使用する。
- 本作より「いけるかな?」コマンドは「いけますよ!」と名称が改められた。移動する時にこのコマンドを使用すると、止まることが可能なマスがマップ上で光り、一目で確認ができるようになった。また、このコマンドを使用して自動で移動する際に貧乏神が自分に取りつく可能性がある場合、必ずではないが秘書が警告してくれる。
- 今作より、決算およびゲーム終了時の鉄道収益画面が廃止され、物件（みらい超特急を含む）の部分に統合された。
- 今作より、以下の特定の物件を持っていると特典が得られたり、特殊なイベントが発生する。
  - 原宿の「探偵会社」を所有していると、「お楽しみ」コマンドでいつでも他のプレイヤーの経営状態（持っているカード、持ち金、総資産など）を見ることができるようになる。また、ターンのはじめに「桃太郎ランド」を除く物件1件を1割引で買えることがある。
  - 小倉の「トイレ工場」を所有していると、ランダムに選ばれた3枚のうんち系カードの中から1枚を選んで貰えるイベントが発生することがある[7]。なお、カードの受け取りは断ることも可能。
  - 浜松の「新幹線車両工場」を所有していると、「新幹線（周遊）カード」「のぞみ（周遊）カード」が貰えるイベントが発生することがある。
  - 新宿、渋谷、上野の「デパート」を所有していると、12月だと「福引きカード」が、1月だと「福袋カード」が貰えるイベントが発生することがある。
- 初登場のカード：「のぞみ周遊カード」「地方へ!カード」「絶好調カード」「周遊禁止カード」「ぴったりカード」「となりの芝生カード」「ゾンビカード」「ぶっとび周遊カード」
- 復活したカード：「パトカード」
- 廃止されたカード：「幸福な王子カード」「減反政策カード」「豆腐のカード」「規模縮小カード」「もしかしたらカード」「真珠カード」「鉄道買収カード[8]」「6でなしカード」

### 本作の特色
- 本作のみ、20年目以降に北海道に大寒波が押し寄せて凍結するイベント「北海道大移動」が起こることがある[9]。イベントの内容は以下の通り。

1. 16年目12月に強い寒波が冬に北海道を襲い始める。寒波発生中は北海道に近づくと吹雪が巻き起こる。
2. 17年目12月になると、北海道の物件から臨時収入のイベントが発生しなくなる。
3. そして、18年目6月になると、夏にまで寒波が発生し、その時点から北海道内のマスにいるとカードが使用不可能となる。
4. そして20年目以降の11月に誰かが北海道に入ると12月にひときわ強力な寒波が発生する。その翌月に北海道全土が完全に凍結し、北海道へのルートも封鎖される（目的地が北海道にある場合は最短距離のマス数が「?」マークになり、銀河鉄道のゴール地点も一時的に封鎖される）[10]。
  - 道内にいるプレイヤーは凍ってしまい、以降行動不能となる（ただし、貧乏神やキングボンビー・ゲストボンビーは凍結した北海道内にいても通常通り行動する）。また、その年の決算では北海道の全物件（鉄道路線「どさんこ鉄道」も含む）から収益が得られなくなり、総資産にも計上されなくなる。
  - 他の地方から凍結中の北海道に進入した場合も凍ってしまうため、北海道に進入する可能性がある「ぶっとびカード」などを使おうとすると秘書が警告する（無視して使うことも可能）。逆に、カードの効果やボンビーの悪行等によって北海道を脱出できればその時点で解凍され、行動できるようになる。
  - 『GOLD』で水没した駅や北海道に目的地が存在してる場合、一時的に「銀河ゴール」が2回通行止めになる。
5. 翌年度に、凍り付いた北海道を四国沖に移動させて氷を溶かす計画が始動し、7月に北海道の移動が終了すると解凍され、北海道にいたプレイヤーと物件は元に戻る。
  - 北海道が四国沖にある間は室戸-稚内間に臨時に設置される航路を使用する事になるが、この航路は既存の東京方面と宮崎・沖縄方面を結ぶ航路と交差しているため、四国を経由せずに行く事も可能である。
6. その上で年月が経過すると寒波が去って跡地に浮かんでいた氷が溶け、北海道が元の場所に戻るイベントが発生し、一連のイベント「北海道大移動」は完全に終了する。

- 『USA』に登場した月面マップが再登場。28年目以降に種子島の1マス南から月に飛び立つことができる。なお、『USA』に登場した宇宙マップは存在せず、直接月面マップに着陸する。また「ティコベース駅」はなく、かわりにカード売り場駅「静かの海」がある。月面基地の名称は「月面都市」に改められている。
- 「埋蔵金駅」として、プラス駅・マイナス駅・カード駅・ナイスカード駅のどこかが目的地になることがある。埋蔵金駅が目的地となった場合、その正確な位置は特定できず、移動時に表示される目的地までの最短方向を示す矢印をヒントとして、あるいは「ばちあたりカード」を使用して目的地を探さなければならない。なお、埋蔵金駅の目的地到着金は通常の10倍となる。
- 花巻に到着すると、宮沢賢治にちなんで「銀河鉄道カード」をもらえるイベントが発生することがある。

## 開発背景
当初は「桃太郎電鉄16 北海道大寒波の巻!」というタイトルで雑誌などで紹介されたが、紆余曲折を経て「桃太郎電鉄16 北海道大移動の巻!」というタイトルに変更された。
発生する北海道大移動イベントはスタッフの一人である井沢ひろし（井沢どんすけ）が大学生だった頃、高田馬場から北に行ったことがなく、さくまが「北海道のハドソンに来てほしい」と言ったのに対し井沢は「来れない」と返し、さくまが「だったら北海道をお前のそばに持ってくればいいのか!」とツッコんだことがアイデアの元になっている。

## イベント
2006年8月4〜8日の間、五所川原立佞武多において「桃太郎電鉄 立佞武多」が運行され、その様子が『16』のオープニングムービーとして収録されている。高さ約8メートル、幅約2.5メートルで、台座の上にシリーズの主要キャラクターである桃太郎、キングボンビー、イヌ、サル、キジの人形ねぷたが載っている。シリーズのファンであった当時の青森県知事三村申吾や五所川原市の協力のもと制作が行われ、キャラクターデザインを手掛ける土居孝幸がイメージイラストを担当、桃太郎の立佞武多の目入れ作業も土居が直接担当した。立佞武多はその後、湯河原にあるさくまの別邸に展示・保管されているという。「桃太郎電鉄16 北海道大移動の巻! 激勝! 爆笑! 一生日本一ガイド」（集英社、ISBN 4-08-779397-4）の76ページには、土居による立佞武多のイメージイラスト・四面図が掲載されている。

## 関連書籍
- 桃太郎電鉄16 北海道大移動の巻! 激勝! 爆笑! 一生日本一ガイド
  - Vジャンプブックス（集英社）、ISBN 4-08-779397-4
  - PlayStation 2版の攻略本。キャラクターデザインを手掛けた土居孝幸による書下ろしの4コマ漫画やイレイザーボンビー・ゾンビボンビー・ハピネスボンビーのラフスケッチなどが掲載されている。
- 土居孝幸アートワークス DOIN'S
  - 2010年、樹想社発行、銀河出版発売、ISBN 978-4-87777-095-2
  - キャラクターデザインを手掛ける土居孝幸の画集。本作からは広告用原画、パッケージ用原画、タイトル画面原画、カレンダーイラスト原画などが掲載されている。